# فرودگاه منطقه‌ای هیکری
فرودگاه منطقه‌ای هیکری (به انگلیسی: Hickory Regional Airport) یک فرودگاه همگانی ۴۰۵۰۴ با کد یاتا HKY است . این فرودگاه در کشور ایالات متحده آمریکا قرار دارد و در ارتفاع ۳۶۲ متری از سطح دریا واقع شده‌است.